# Yuuri Morishita
Yuuri Morishita (森下 悠里 Morishita Yūri, n. 30 ianuarie 1985, Hachiōji) este o actriță japoneză care este reprezentată de agenție de talente Asche.